# Пембертон, Джон Клиффорд
Пембертон, Джон Клиффорд (англ. John Clifford Pemberton) (10 августа 1814—13 июля 1881) — капитан армии США и генерал-лейтенант армии Конфедеративных Штатов Америки во время Гражданской войны.

## Ранние годы
В 1833 году Пембертон поступил в военную академию Вест-Пойнт и окончил её 27-м по успеваемости в выпуске 1837 года. Он был определён вторым лейтенантом в 4-й артиллерийский полк. В 1837—1838 годах он служил во Флориде и участвовал в семинольских войнах, служил в гарнизоне форта Коламбус в Нью-Йорке (1838), участвовал во флоридской войне 1838—1839 годов. В 1840 году служил на канадской границе, в 1840—1841 годах служил в форте Маккинак в Мичигане, а в 1841—1842 годах в Буффало. 19 марта 1842 года Пембертон получил звание первого лейтенанта.
В 1842—1843 годах он служил в Карлайлских казармах, затем в вирджинском форте Монро (1844—1845), после чего был направлен Техас, а в 1846 году принял участие в войне с Мексикой. Принимал участие в сражениях при Пало-Альто, при Ресака-де-ла-Пальма, и при Монтеррей. 23 сентября 1846 года получил временное звание капитана за Монтерей.
В 1847 году сражался при Серро-Гордо, при Чурубуско и при Молино-дель-Рей. 8 сентября 1847 года получил временное звание майора за Молино-дель-Рей. так же участвовал в штурме Чапультепека и захвате Мехико. С 4 августа 1846 по 1 мая 1849 года служил адъютантом при генерале Уорте.

## Гражданская война
С началом Гражданской войны он решил уволиться из армии США и присоединился к армии Юга, хотя сам был выходцем с Севера. Скорее всего, он сделал это под влиянием своей супруги, уроженки Виргинии, а также после многолетней службы в южных штатах, за время которой он стал настоящим патриотом Юга. Тем не менее, два его брата продолжали служить в Федеральной армии.
В марте 1862 года он получил звание генерал-майора и был назначен командующим военными округами Южной Каролины и Джорджии, сменив на этом посту Роберта Ли. Пембертон был страстным конфедератом, тем не менее южане не доверяли ему из-за его северного происхождения. Однако президент Джефферсон Дэвис полагался на верность и способности Пембертона и 10 октября 1862 года поставил его во главе Миссисипской армии для  обороны Виксберга и Порта Хадсон на Миссисипи — двух крепостей конфедератов, не позволявших федералам полностью контролировать реку. Во время Виксбергской кампании ему противостоял генерал-майор северян Улисс Грант, который имел превосходство не только в численности, но и в военном искусстве. После неожиданного форсирования Миссисипи Грант нанес несколько поражений Пембертону и Джонстону и в итоге осадил армию Пембертона в Виксбурге.
Игнорируя советы вывести армию и оставить город, Пембертон удерживал Виксберг более шести недель, несмотря на голод среди солдат и горожан. Возможно, на решение удерживать город повлиял страх Пембертона быть обвиненным в предательстве, так как он прекрасно знал о своей репутации среди солдат-южан. В результате 4 июля 1863 года он сдался генералу Гранту со всей армией, что стало тяжёлым стратегическим поражением Конфедерации.
Через некоторое время, в мае 1864 года, Пембертона выменяли из плена, но солдаты и народ Юга больше ему не доверяли и не было никакой возможности подыскать ему должность, соответствующую его высокому званию. Он был вынужден уйти в отставку в звании генерал-лейтенанта и после этого поступить на службу в качестве рядового. Президент Дэвис присвоил ему звание подполковника артиллерии и отправил на защиту Ричмонда, где он и прослужил до конца войны.

## Послевоенная деятельность
После войны Пембертон поселился на своей ферме в Виргинии, а в 1876 году переехал в Пенсильванию, где он и умер в 1881 году в местечке Пенлин. Похоронен на городском кладбище в Филадельфии.